# Moyuela
Moyuela – gmina w Hiszpanii, w prowincji Saragossa, w Aragonii, o powierzchni 42,76 km². W 2011 roku gmina liczyła 278 mieszkańców.